# 야구치 마리
야구치 마리(矢口真里, やぐち まり, 1983년 1월 20일 ~ )는 일본의 방송인, 가수, 배우이다. 소속 사무소는 업프런트 크리에이트(업프런트 그룹). 前 헬로! 프로젝트의 일원으로 前 모닝구무스메 멤버 및 3대 리더, 前 미니모니 멤버 및 초대 리더를 맡았다. 前 탄포포의 멤버이기도 하다.

## 약력
1998년
- 5월 - 야스다 케이, 이치이 사야카와 같이 모닝구무스메 2기 멤버로 가입.
- 10월 - 이시구로 아야, 이이다 카오리와 그룹 내 유닛 탄포포를 결성.
- 12월 31일 - 모닝구무스메 멤버로서 제40회 일본 레코드 대상 최우수 신인상 수상.

2000년
- 4월 - 모닝구무스메 4기 멤버 요시자와 히토미의 교육 담당을 맡다.
- 7월 - 쯔지 노조미, 카고 아이와 헬로! 프로젝트 내 여성 3인조 유닛 미니모니를 결성, 리더를 맡음. 이후 코코넛무스메 미카가 가입, 4인조가 된다.

2001년
- 4월 - 나카자와 유코의 후임으로서 닛폰 방송의 간판 프로그램 올나잇 닛폰 수퍼(매주 목요일 밤 10시~12시)의 진행자가 된다. 당시 최연소 진행자로 주목.

2002년
- 9월 23일 - 이이다, 카고와 같이 탄포포 졸업.

2003년
- 2월 - 미니모니 졸업.
- 4월 - 개편에 의해 올나잇 닛폰 수퍼 방송 종료, '당신이 있으니까, 야구치 마리' 로 리뉴얼. 매주 일요일 밤 11시~0시 30분)
- 5월 5일 - 초대 서브리더 야스다 케이의 그룹 졸업으로, 모닝구무스메 제2대 서브리더로 취임. 실제로 발표된 것은 자신들의 프로그램 '헬로! 모닝구' 2003년 8월 3일 방송분에서 본인이 언급.
- 5월 19일 - 드라마 '여기는 혼이케가미서' (TBS 계열) 로 드라마 첫 출연(게스트).
- 7월 - ZYX 결성. 리더.
- 8월 - 로망스 결성. 헬로! 프로젝트 첫 섹시 유닛.
- 9월 - 모닝구무스메 일시분할. 야구치는 사쿠라구미에 가입.
- 10월 5일 - 버라이어티 프로 '웃는 개의 태양'(笑う犬の太陽)(후지테레비 계열) 에 고정 출연.

2004년
- 1월 25일 - 사쿠라구미 리더 아베 나츠미의 졸업으로 사쿠라구미 제2대 리더 취임.
- 10월 5일 - 연예정보 프로 '야구치 히토리'(やぐちひとり)(테레비 아사히 계열) 방송개시. 개그맨 게키단 히토리(劇團ひとり) 와 공동 진행.

2005년
- 1월 30일 - 제2대 리더 이이다 카오리의 졸업을 수반하여, 모닝구무스메 제3대 리더로 취임.
- 3월 27일 - 2년간 계속된 자신의 라디오 프로그램 '당신이 있으니까, 야구치 마리' 종료.
- 4월 10일 오사카 후생연금회관 대(大) 홀에서 콘서트 개최. 사실상 모닝구무스메로서의 마지막 활동.
- 4월 14일 - 다음날 발매되는 코단샤의 사진 주간지 '프라이데이'에, 배우 오구리 슌 과 같이 있는 모습(투샷)으로 구성된 기사가 발단이 되어, 모닝구무스메 탈퇴를 발표. 그날 즉시 솔로 활동 개시. 소속사의 발표에 따르면, '본인이 연예계 은퇴를 발표했으나, 소속사의 간절한 요청으로 야구치를 달래서 본인도 소속사 의견에 동의, 솔로 활동을 개시했다.'
- 6월 이래 - 버라이어티 프로에 혼자서 게스트로 출연하는 일이 잦아짐.
- 7월 - “사랑. 지구 박람회 파트너십 사업 이벤트 Hello Project 2005 여름의 가요쇼-'05 Selection, Collection”에서 뮤지션 마코토(まこと)와 공동 MC를 맡음. 이후 콘서트 스포츠 페스티벌에서 사회자로 참가한다.
- 8월 - 나카자와 유코, 야스다 케이, 비유덴과 같이 '제목 없는 음악회 21'(테레비 아사히의 음악프로)에 가수로 출연
- 11월 23일 - Berryz코보 싱글 “개그 100번만큼 사랑해주세요”(ギャグ100回分愛してください)의 커플링곡 “にぎやかな冬“(바글거리는 겨울)로 복귀.
- 12월 - 두 사람은 프리큐어의 영화판 '두 사람은 프리큐어 Max Heart 2 눈내리는 하늘의 친구(ふたりはプリキュア Max Heart 2 雪空のともだち)에서 야구치마리 본인 역할로 성우.
- 12월 - 주간 플레이보이(슈에이샤) 대담 연재코너 でっかいあなたに会いに行くのだ(엄청큰 당신을 만나러 간다) 개시 (2006년 12월까지)
- 12월 31일 - '제56회 NHK 홍백가합전'에서 모닝구무스메 신구(新舊) 멤버 스페셜 유닛으로 등장.

2006년
- 1월 30일 - 드라마 '목욕탕집 딸?!' (MBS, TBS 계열)으로 연속극 첫 출연.
- 4월 15일 - 드라마 'ギャルサー'(갸루사)[1](니혼테레비 계열) 출연.
- 5월 1일, 8일 - 츠루베의 가족에게 건배[2] (NHK) 출연 (시마네 현 오오다 시 니마쵸(島根県大田市仁摩町))
- 10월 23일 - 예능 프로 감격의 눈물! 시간 타임즈(테레비 오사카, 테레비 도쿄) 방송 개시.

2007년
- 1월 5일 - Hello! Project 2007 Winter ～Elder Club The Celebration～에서 3곡 피로.
- 1월 27일 - Hello! Project 2007 Winter ～集結!10th Anniversary～에서 5곡 피로.
- 7월 26일 - ○○あい☆コラ!生やぐち(마루마루 아이☆코라! 나마 야구치)(Gyao) 방송 개시.

2008년
- 4월 22일 - 후지테레비 계열 프로그램 '도주 중'에서 70분을 도주하여 126만엔(한화 약 1260만원) 획득. 또한 보너스 스테이지로 20분 더 도망치면 200만엔(한화 약 2000만원)을 획득하는 데 성공. 여성 성공자는 하바세 유우(長谷部優) 이후 2번째.

2009년
- 3월 31일 - 헬로! 프로젝트를 졸업. 다음 달부터 신팬클럽 M-line club에 소속된다.

2011년
- 1월 1일 - 1년 여 교제 중이였던 탤런트 나카무라 마사야와 금년 5월에 결혼하는 것을 발표.
- 1월 29일 - 모닝구무스메의 졸업 멤버들로 이루어진 드림 모닝구무스메의 멤버로 데뷔.
- 5월 29일 - 나카무라 마사야와 공식적으로 결혼 발표. 혼인 신고과 입적 절차는 이미 끝마쳤고, 공식적인 그녀의 이름은 나카무라 마리(中村真里)가 된다. 모닝구무스메의 멤버 중 이시구로 아야, 이치이 사야카, 쯔지 노조미, 이이다 카오리 그리고 후지모토 미키에 이어서 여섯 번째로 결혼하였다.

2013년
- 2월 22일 - 지인들과 술을 마신후 25세의 모델 우에다 켄조와 자택 행.
- 2월 23일 - 지방 촬영 갔던 나카무라 마사야의 이른 귀가로 불륜행각 들통. 이후 별거중.
- 5월 30일 - 나카무라 마사야와 이혼.
- 10월 1일 - 소속사 업프런트 크리에이트로 이적.
- 10월 13일 - 소속 사무소에서 정식으로 무기한의 연예 활동 휴지를 공표했다. 복귀 시기는 미정. 또 이 날 5월 15일 이후 5개월 만에 자신의 블로그에 "여러분"의 제목으로 갱신했다[3].

2014년
- 9월 13일 - '너무×2 괜찮고 있어!'(めちゃ×2イケてるッ!)에서 전화로 "출연"...전화는 있지만 언론의 출연은 노출이 없게 된 이후 1년 4개월 만이었다.
- 10월 23일 - '정보 라이브 미야네야점'(情報ライブ ミヤネ屋)에 생방송 출연, 약 1년 5개월 만에 연예 활동을 재개. 남자 문제에 대해 사과했다.

2018년
- 3월 26일, 전 모델의 일반 남성과 결혼[4]. 결혼 발표 후 출연한 '야구치 마리의 화요일 더 나잇'(矢口真里の火曜The NIGHT)내에서 발표했다[5].

## 인물, 에피소드

### 개요
- 코이노 댄스사이트(恋のダンスサイト)에서 "섹시 빔!" 파트를 맡아 주목받은 것을 계기로 인기를 더해감. 이후 '자신이 모닝구무스메 섹시 담당'이라 자칭.
- 자타공인 예능 프로그램 전문 방송인으로, 헬로! 프로젝트 중에서도 매스컴을 자주 타는 만능 엔터테이너 측면을 가졌다.

### 애칭
- 마릿페(초기 별명), 야굿짱(고토 마키 한정), 야굿쵸리나(개그맨 호리우치 켄[堀內健]), 오야빙(쯔지 노조미, 카고 아이 한정) 등등.
- 후지테레비 계열의 음악프로 'HEY!HEY!HEY! MUSIC CHAMP'에서 진행자 마츠모토 히토시에게 '냉장고'라고 불려 빈번히 장난질 당했다. 본인은 성(姓)으로 불러주길 바란다고..
- 일인칭은 오이라(オイラ)[6]였으나, 라디오에서 와타시(私)로 고친다고 선언한 이래 서서히 와타시를 많이 쓰게되고, 탈퇴 이후로도 계속 쓰고있다. 하지만 가끔씩 버릇이 튀어나오기도 한다.

### 성격, 특기
- 공포증이 심하다. 후지테레비 예능 프로그램 'FUN'에서, 모닝구무스메 전원에게 (상황을 미리 알려주지 않고) 실험한 결과, TV화면에서 영화 '링'의 귀신이 나올때 모두 공포에 절규했으나, 특히 이중에서 야구치는 몸에 경련을 일으키며 울어버렸다.
- 헬로! 프로젝트에서의 고음 소유자. 가수 미샤(MISIA)의 Everything을 완창 가능.

### 교우관계
- 여성 탤런트 나츠카와 준(夏川純), 재일교포 가수 소닌(ソニン), 개그우먼 아오키 사야카(青木さやか), 2인조 개그맨 넵튠(ネプチューン) 등등 다수의 연예인하고 친하다.
- 동기인 야스다 케이, 후배 이시카와 리카와 사이가 좋고, 라디오에서 '셋이 같이 놀러간다'고 얘기한 적이 있음.
- 아베 나츠미와 사이가 좋아, 팬들은 이 둘을 나치마리(なちまり)라고 부른다. 야구치가 몸이 불편해서 라디오를 쉬었을 때 대타로 나온 적도 있고, 모닝구무스메 탈퇴 이후에도 변치 않게 사이가 좋아 이벤트 등에서도 서로의 이름을 언급한다.
- 나카자와 유코에게는 '우리 야구치'라고도 불려, 키스하고 안기는 등 상당히 애지중지 했다.
- 2005년 4월, 주간지 프라이데이(Friday)에서 배우 오구리 슌 하고의 교제가 전해져, 그 파장으로 모닝구무스메를 탈퇴하였고, 이후 오구리 슌과는 2006년 4월 헤어졌다고 한다(2006년 6월 기사).

### 취미
- 만화책 읽기, 게임, K-1 관전. 집에 만화책을 구비해 두어, 그 숫자는 만화책방 수준. 그 중에서도 가장 마음에 드는 작품은 원피스. 그 후 원피스의 영화작품 '사막의 왕녀와 해적들'(2007년작)에서 응원단을 맡게되고, 원작 만화에서 자신을 모델로 캐릭터가 만들어지기도 했다.

### 기록
- 올나잇 닛폰 라디오 진행자 역사상 최연소 및 최단신 기록 경신.
- 야구치 마리의 allnightnippon SUPER!에서 남자 중학생 청취자 점유율 100% 기록.
- 모닝구무스메에서 첫 졸업 콘서트 없이 긴급 탈퇴.

## 출연

### 텔레비전

#### 드라마
고정 출연
- 목욕탕집 딸 (2006년 1월 30일 - 2006년 3월 30일, 마이니치 방송 제작, TBS 계열) 연속 드라마 첫 출연 미즈자와 유메 역.
- 갸루사 (2006년 4월 15일 - 2006년 6월 24일, 닛폰 TV 방송망 계열) 골든 타임 연속 드라마 첫 고정출연. 유리카 역

게스트 출연
- 여기는 혼이케가미서(2003년 5월 19일, 도쿄 방송 계열)(시즌2 제 1화) 연속드라마 첫 출연
- 아베레이지 '품절의 우울' (2008년 3월 28일, 후지 TV) 여자손님 역할
- 아베레이지 2 '써프라이즈의 우울' (2008년 10월 10일, 후지 TV) 야구치 마리코 역

#### 애니메이션
- ONE PIECE (2009년 11월 15일 - 12월 6일, 후지 TV) 요코 역
- 디지몬 크로스워즈 (2011년 2월 1일, TV 아사히) 파치몬 역

#### 기타
레귤러 출연
- 청춘 리얼 (2010년 4월 3일 - , NHK 교육 텔레비전)
- 도쿄 디즈니 리조트 My 맵! (2010년 8월 - , 디즈니 채널)
- 웃는 친선조 (2011년 3월 11일 - , TV 아사히 채널)
- 알려줘! 어플리선생 (2016년 4월 6일 - , 도쿄 MX) MC
- 야구치 마리의 화요일 The NIGHT (2016년 4월 12일 - , 아베마 TV)

준레귤러 출연
- 퀴즈! 헥사곤 II (2005년 10월 - 2006년 10월, 2007년 12월, 2008년 10월 - , 후지 TV)
- 앗코에게 맞겨줘! (도쿄 방송)

이전 레귤러 출연
- 틴틴TOWN (2002년 7월 5일 - 2004년 3월 26일, 닛폰 TV 방송망 등)
- 웃는 개의 태양 (2003년 10월 14일 - 12월 9일, 후지 TV 계열)
- 야구치히토리 (2004년 10월 5일 - 2007년 3월(종료), TV 아사히)
- 감격의 눈물! 시공 타임즈 (2006년 10월 23일 - 2007년 3월, TV 오사카 제작, TV 도쿄 계열)
- 발진! 시공 타임즈 (2007년 4월 16일 - 6월 18일 TV 오사카 제작, TV 도쿄 계열)
- 야구치히토리(C) (2007년 4월 3일 - 2009년 9월 29일 - , TV 아사히)
- MIDTOWN TV○○ 아이☆코라! 나마 야구치 (2007년 7월 26일 - 2008년 6월 26일, GyaO)
- 공부해 왔던 퀴즈 가리 벤 (2008년 6월 - 2009년 2월, TV 아사히)
- 요가크 스타일 (2009년 4월 8일 - 2010년 3월 24일, MUSIC ON! TV)
- How to 멍키 베이비! (2009년 10월 2일 - 2011년 3월 30일, TOKYO MX)
- 언터처블 야마자키의 실록 현역 샐러리맨 변명 대전 (2010년 6월, CS패밀리 극장)
- 세계를 바꾸는 100명의 일본인! JAPAN☆ALLSTARS (2008년 10월 17일 - 2010년 9월 17일, TV 도쿄)
- 어머나 간단! 세계 레시피 (2010년 4월 9일 - 10월 1일, TV 도쿄)
- 아이마이나! (2010년 4월 9일 - 2011년 4월 15일, 도쿄 방송)
- 이 일본인이 스고이인것 같다. Brand New Japan (2010년 10월 22일 - 2011년 4월 24일, TV 도쿄)
- 출동! 반지 P (2010년 7월 6일 - 12월 14일, 메~텔레)
- 자키신! ~자키야마상과 유쾌한 동료들~ (2011년 4월 22일 - 9월 30일, TBS)

게스트 출연
- 두사람 (2004년 5월 12일 - 18일, 8월 30일, 9월 8일, TV 도쿄)
- 마녀 리카의 매지컬 비유덴 (2004년 12월 1일 - 6일, 12월 16일, 17일, TV 도쿄)
- 트리비아의 샘 (후지 TV 계열), 2005년 6월 1일, 2005년 11월 2일, 2006년 9월 27일 토일 프리미엄 방송에서도 출연
- 데쓰코의 방 (2008년 1월 21일, TV 아사히 계열)
- 아이마이고피디아 (2008년 3월 17일, 후지 TV)
- 미녀방담 (2010년 1월 28일 · 2월 4일, TV 도쿄)

### CF
- 훼밀리마트
- 혼다
- 에자키 글리코
- 타카라
- 폴라로이드
- 나쇼날
- 기린음료
- JT음루차
- 엘세누
- 드림넷
- 일본 코카콜라 조지아

### 영화
- 모닝구 형사 (1998년)
- 핀치 런너 (2000년)
- 날달걀 (2002년)
- 미니모니 더 무비 이상한 대모험 (2002년)
- 극장판 방가방가 햄토리 제1탄~제3탄 (2001~2003년) 성우
- 원피스 에피소드 오브 아라바스타 사막의 왕자와 해적들 (2007년 3월 3일)
- 칸프군 (2003년 3월 29일) 초등학교에 잠입한 교육부 잠입수사관 '사유리' 역

### 라디오
- 탄포포 편집부 OH-SO-RO (2000년 10월 3일 ~ 2002년 9월 17일)
- 야구치 마리의 allnightnippon SUPER! (2001년 4월 19일~2003년 3월 27일, 닛폰방송)
- 당신이 있으니까, 야구치 마리 (2003년 4월 6일~2005년 3월 27일, 닛폰방송)
- TBC FUN 필드 맹렬 맹(猛) 대쉬! (2005년 8월 15일-18일, 토후쿠방송)
- 야구치&야마켄의 라디오 그랜드라이온 (2007년 7월 4일~2008년 1월 1일 S-Cast.net/인터넷 서비스 라디오(사이트 '온센'에서도 매주 수요일 서비스)

### 서적

#### 잡지
- 쬐끄만 야구치가 커다란 당신을 만나러 간다 (주간 플레이보이)
- 사토리-누의 생각 (DIME 2008년 - ) 사토다 마이와 릴레이 연재
- 소프트뱅크 모바일 프리 페이퍼「+magazine」야구치 마리의 만화를 보자! (2007년 10월)

#### 에세이 컬럼
- おいら―MARI YAGUCHI FIRST ESSAY (2003년 10월 10일, 와니북스)
- 쬐끄만 야구치가 커다란 당신을 만나러 간다!! (2007년 6월 25일, 집영사)

#### 사진집
- 야구치 마리 사진집 야구치 (2002년 2월 7일, 와니북스)
- 러브하로! 야구치 마리 사진집 (2003년 7월 23일, 카도카와 쇼텐)
- 야구치 마리 사진집 OFF (2004년 6월 12일, 와니북스)

### DVD
- 러브하로! 야구치 마리 DVD (2003년 7월 16일)
- 아로하로!![7] 야구치 마리, 쯔지 노조미 DVD (2006년 11월 22일)

### CD

#### 싱글
- 青春 僕/青春 俺 (2009년 3월 25일)※ 에어밴드와의 양 A면 싱글.

야구치 마리와 스트로헷
- 風をさがして (2010년 1월 13일)

#### 참가 작품
야구치 마리와 스트로헷
- WE LOVE ヘキサゴン 2011 (2011년 11월 23일)
  - 時の足音〜桜の旅立ち〜

### 착신 한정
- 白いHeLLO gOOdbye (2019년 2월 13일)

### Web 방송
- 야구치의 소 (Bee TV)
- 코카콜라 파크 TV (야쿠라지에 의한 방송, 코카콜라 파크)
- 야구치히토리 SHOW (2011년 4월 - , 니코니코 생방송)
- 여자력 cafe ~야굿쨩게루~ (2011년 10월 5일 - , Ameba Studio)

## 참가 유닛
- 애프터눈무스메。(2010년, 일본 코카콜라 조지아 CF 캐릭터)
- 드림 모닝구무스메。(2011년 - 2012년)

## 같이 보기
- 헬로! 프로젝트
- M-라인 클럽